# Uniting Nations
Uniting Nations — британская группа, работающая в жанре танцевальной музыки. Создана в 2004 году. Группа достигла успехов во многих чартах по всей Европе. В состав группы входят Пол Кинан, Даз Сэмпсон и Крэйг Пауэлл, покинувший группу после выхода альбома «One World» в 2006 году.

## Дискография
Альбом
- 2005 One World

Синглы
- 2004 «Out of Touch»
- 2005 «You And Me»
- 2005 «Ai No Corrida»
- 2006 «Music In Me»
- 2007 «Do It Yourself»
- 2008 «Pressure Us» ft. Lucia Horn
- 2011 «Mercy» feat. Nate James